# جانی فریگو
جانی فریگو (انگلیسی: Johnny Frigo؛ ۲۷ دسامبر ۱۹۱۶ – ۴ ژوئیهٔ ۲۰۰۷) یک موسیقی‌دان اهل ایالات متحده آمریکا بود.